# NGC 6818
NGC 6818 is een planetaire nevel in het sterrenbeeld Boogschutter. Het object ligt 6000 lichtjaar van de Aarde verwijderd en werd op 8 augustus 1787 ontdekt door de Duits-Britse astronoom William Herschel. Op 2/3 graad ten zuid-zuidoosten van deze planetaire nevel is NGC 6822 te vinden, ook wel bekend als Barnard's galaxy.

## Synoniemen
- PK 25-17.1
- Little gem